# Župnija Škofije
Župnija Škofije je rimskokatoliška teritorialna župnija Dekanije Dekani, ki je del Škofije Koper.

## Sakralni objekti
|    | slika | cerkev                                  | kraj / naselje  |
| -- | ----- | --------------------------------------- | --------------- |
| 1. |       | Cerkev Srca Jezusovega župnijska cerkev | Spodnje Škofije |
| 2. |       | Cerkev sv. Lucije podružnica            | Plavje          |
| 3. |       | Cerkev sv. Mihaela podružnica           | Tinjan          |
| 4. |       | Cerkev Kristusa Kralja podružnica       | Zgornje Škofije |

### Nekdanje cerkve
|    | slika | cerkev            | kraj / naselje  |
| -- | ----- | ----------------- | --------------- |
| 1. |       | cerkev sv. Mateja | Spodnje Škofije |

## Zgodovina
Iz pisnih zgodovinskih virov je razvidno, da se je po drugi svetovni vojni s področja današnje župnije odselil zelo velik delež prvotnih prebivalcev, v izpraznjena naselja in zaselke pa so se pričeli naseljevati priseljenci iz raznih delov tedanje Jugoslavije, število prebivalcev se je s tem znatno povečalo. 
Duhovniki tedanjih sosednjih župnij (Osp, Lazaret, Predloka, Dekani in Tinjan) so po ukinitvi teritorija cone B nikoli uresničenega STO ugotavljali, da so zaradi na novo določene meddržavne meje številni zaselki izgubili stike z matično župnijo, h kateri so dotlej pripadali. Verniki Spodnje (Prve) Škofije so le redkokdaj prihajali k obredom v župnijo Lazaret. V župnijo Dekani sta spadali Druga in Tretja Škofija. Verniki Četrte Škofije so spadali v župnijo Tinjan. Posebne razmere je ustvarjal tudi takratni politični režim, ki je oviral normalno versko življenje in delovanje.
O ustanovitvi nove župnije so v Cerkvi razmišljali že takoj po prvi svetovni vojni, vendar takratne politične in cerkvenoupravne razmere niso dopuščale izvedbe sprememb. Leta 1956 je tedanji dekan Dominik Pegan na Škofijo Koper tovrstno pobudo posredoval apostolskemu administratorju Mihaelu Torošu. Tako so upravitelji župnij Osp, Tinjan, Predloka, Dekani in Lazaret s škofije prejeli potrjen skupni dogovor z 31. julija 1958, o spremembi nekaterih župnijskih meja, zaradi bolj uspešnega opravljanja pastirskega dela, prilagojenega novim gospodarskim, verskim in prometnim razmeram. 
Namen nove župnije je bil, da bi se verniki združili v poenoteno versko občestvo, imeli svojega župnika in svojo župnijsko cerkev. Ker je v Spodnjih Škofijah že bila zgrajena primerna cerkev, delovali sta šola in pošta ter je bila tam tudi avtobusna postaja, je bila sprejeta odločitev, da bo na Spodnjih Škofija sedež nove župnije in bo tamkajšnja cerkev postala župnijska cerkev.
1. septembra 1960 je Škofija Koper izdala odlok o ustanovitvi Župnije Škofije, od 13. avgusta 1966 pa vodijo župnijo salezijanci.

### Sprememba zavetnika cerkve in župnije
Na željo župljanov je tedanji župnik Anton Hribernik na Škofijo Koper poslal prošnjo za spremembo zavetnika župnijske cerkve in župnije, iz dotedanjega zavetnika apostola sv. Mateja, na Srce Jezusovo, katerega podoba je dominantna na glavnem oltarju župnijske cerkve. Cerkvena kongregacija za bogoslužje je prošnji ugodila in 14. marca 1972 izdala dekret o odobritvi novega zavetnika: Presveto Srce Jezusovo.

### Pripojitve in združitve
1. septembra 2004 je tedanji koprski škof Metod Pirih izdal odlok o priključitvi kaplanije Plavje k župniji Škofije in preimenoval cerkev sv. Lucije na Plavjah v podružnično cerkev.
1. januarja 2005 je bila župnija Tinjan združena z župnijo Škofije, cerkev sv. Mihaela na Tinjanu je tem postala podružnična cerkev.